# Tim (album của Avicii)
Tim (cách điệu: TIM) là album thứ ba của DJ Thụy Điển Avicii, phát hành vào ngày 6 tháng 6 năm 2019. Đây là cuốn Album di cảo đầu tiên của Avicii sau cái chết của anh vào ngày 20 tháng 4 năm 2018. Cuốn album bao gồm ca khúc " SOS ", được phát hành vào ngày 10 tháng 4 năm 2019. Nó sẽ được phát hành như việc nối tiếp album của anh: Stories. Tất cả lợi nhuận từ việc bán album sẽ được chuyển cho Quỹ Tim Bergling, được thiết lập sau vụ tự tử của Avicii, để nhận thức về sức khỏe tâm lý.

## Lịch sử ra đời
Sau vụ tự tử của Avicii vào tháng 4 năm 2018, một đại diện cho biết vào tháng sau rằng "không có kế hoạch" để phát hành bất kỳ tài liệu mới nào trong tương lai trước mắt. Vào tháng 4 năm 2019, album TIM đã công bố rằng Avicii đã làm album trước khi mất, với các cộng tác viên để giúp hoàn thành công việc. Một nhóm các nhà văn và nhà xuất bản đã thực hiện một album được mô tả là có chứa các yếu tố của "psychedelia, nhạc Ả Rập, âm thanh của vùng Caribbean và hơn thế nữa". Danh sách ca khúc hiện tại chưa được công bố của album có thể đã được chọn từ 16 bài hát. Nó cũng sẽ có sự hợp tác với Chris Martin, và mặc dù chưa được xác nhận, rất có thể đó là "Heaven".

## Danh sách bài hát
| Phiên bản chuẩn | Phiên bản chuẩn                                | Phiên bản chuẩn |
| STT             | Nhan đề                                        | Thời lượng      |
| --------------- | ---------------------------------------------- | --------------- |
| 1.              | "Peace Of Mind (feat. Vargas & Lagola)"        | 3:00            |
| 2.              | "Heaven (feat. Chris Martin)"                  | 4:37            |
| 3.              | "SOS (feat. Aloe Blacc)"                       | 2:37            |
| 4.              | "Tough Love (feat. Agnes, Vargas & Lagola)"    | 3:11            |
| 5.              | "Bad Reputation (feat. Joe Janiak)"            | 3:25            |
| 6.              | "Ain't A Thing (feat. Bonn)"                   | 3:03            |
| 7.              | "Hold The Line (feat. A R I Z O N A)"          | 2:51            |
| 8.              | "Freak (feat. Bonn)"                           | 2:59            |
| 9.              | "Excuse Me Mr Sir (feat. Vargas & Lagola)"     | 3:07            |
| 10.             | "Heart Upon My Sleeve (feat. Imagine Dragons)" | 4:14            |
| 11.             | "Never Leave Me (feat Joe Janiak)"             | 2:51            |
| 12.             | "Fades Away (feat Noonie Bao)"                 | 2:58            |